# Средниково
Средниково — село Радищевского района, административный центр Ореховского сельского поселения. 

## География
Находится на расстоянии примерно в 16 километров по прямой на северо-восток от районного центра поселка Радищево.

## История
Село возникло во второй половине XVIII века. 

## Население
Население составляло 122 человека в 2002 году (русские 93%), 102 по переписи 2010 года.